# Eliaquim Mangala
Eliaquim Hans Mangala (sinh 13 tháng 2 năm 1991) là cầu thủ bóng đá người Pháp đang thi đấu cho câu lạc bộ Valencia ở vị trí trung vệ. Anh cũng là thành viên của đội tuyển bóng đá quốc gia Pháp tham dự hai giải đấu lớn là World Cup 2014 và Euro 2016. Trong đó Euro 2016 là giải đấu khá thành công khi anh cùng đội tuyển Pháp lọt vào trận chung kết và giành ngôi á quân.

## Thống kê sự nghiệp

### Câu lạc bộ
Tính đến 12 tháng 8 năm 2019
| Câu lạc bộ          | Mùa giải            | Vô địch quốc gia       | Vô địch quốc gia | Vô địch quốc gia | Cúp quốc gia | Cúp quốc gia | Cúp liên đoàn | Cúp liên đoàn | Cúp châu Âu | Cúp châu Âu | Khác    | Khác   | Tổng cộng | Tổng cộng |
| Câu lạc bộ          | Mùa giải            | Hạng đấu               | Số trận          | Số bàn           | Số trận      | Số bàn       | Số trận       | Số bàn        | Số trận     | Số bàn      | Số trận | Số bàn | Số trận   | Số bàn    |
| ------------------- | ------------------- | ---------------------- | ---------------- | ---------------- | ------------ | ------------ | ------------- | ------------- | ----------- | ----------- | ------- | ------ | --------- | --------- |
| Standard Liège      | 2008–09             | Belgian First Division | 11               | 0                | 0            | 0            | —             | —             | 3           | 0           | 0       | 0      | 14        | 0         |
| Standard Liège      | 2009–10             | Belgian Pro League     | 31               | 1                | 3            | 0            | —             | —             | 11          | 1           | 1       | 0      | 46        | 2         |
| Standard Liège      | 2010–11             | Belgian Pro League     | 35               | 1                | 5            | 1            | —             | —             | —           | —           | —       | —      | 40        | 2         |
| Standard Liège      | Tổng cộng           | Tổng cộng              | 77               | 2                | 8            | 1            | —             | —             | 14          | 1           | 1       | 0      | 100       | 4         |
| Porto               | 2011–12             | Primeira Liga          | 7                | 0                | 1            | 0            | 4             | 1             | 2           | 0           | —       | —      | 14        | 1         |
| Porto               | 2012–13             | Primeira Liga          | 23               | 4                | 2            | 2            | 5             | 1             | 8           | 0           | 1       | 0      | 39        | 7         |
| Porto               | 2013–14             | Primeira Liga          | 21               | 2                | 4            | 0            | 4             | 0             | 12          | 3           | 1       | 0      | 42        | 5         |
| Porto               | Tổng cộng           | Tổng cộng              | 51               | 6                | 7            | 2            | 13            | 2             | 22          | 3           | 2       | 0      | 95        | 13        |
| Manchester City     | 2014–15             | Premier League         | 25               | 0                | 1            | 0            | 2             | 0             | 3           | 0           | 0       | 0      | 31        | 0         |
| Manchester City     | 2015–16             | Premier League         | 23               | 0                | 0            | 0            | 3             | 0             | 7           | 0           | —       | —      | 33        | 0         |
| Manchester City     | 2017–18             | Premier League         | 9                | 0                | 0            | 0            | 4             | 0             | 2           | 0           | —       | —      | 15        | 0         |
| Manchester City     | 2018–19             | Premier League         | 0                | 0                | 0            | 0            | 0             | 0             | 0           | 0           | 0       | 0      | 0         | 0         |
| Manchester City     | Tổng cộng           | Tổng cộng              | 57               | 0                | 1            | 0            | 9             | 0             | 12          | 0           | 0       | 0      | 79        | 0         |
| Valencia (loan)     | 2016–17             | La Liga                | 30               | 2                | 3            | 0            | —             | —             | 1           | 0           | —       | —      | 34        | 2         |
| Everton (loan)      | 2017–18             | Premier League         | 2                | 0                | 0            | 0            | —             | —             | —           | —           | —       | —      | 2         | 0         |
| Valencia            | 2019–20             | La Liga                | 0                | 0                | 0            | 0            | —             | —             | 0           | 0           | 0       | 0      | 0         | 0         |
| Tổng cộng sự nghiệp | Tổng cộng sự nghiệp | Tổng cộng sự nghiệp    | 217              | 10               | 19           | 3            | 22            | 2             | 49          | 4           | 3       | 0      | 310       | 19        |

### Quốc tế
Tính đến 12 tháng 8 năm 2019
| Đội tuyển quốc gia | Năm       | Số trận | Số bàn |
| ------------------ | --------- | ------- | ------ |
| Pháp               | 2013      | 1       | 0      |
| Pháp               | 2014      | 4       | 0      |
| Pháp               | 2015      | 2       | 0      |
| Pháp               | 2016      | 1       | 0      |
| Tổng cộng          | Tổng cộng | 8       | 0      |

## Giải thưởng
Standard Liège
- Giải hạng nhất Bỉ: 2008–09
- Cúp bóng đá Bỉ: 2010–11
- Siêu cúp bóng đá Bỉ: 2009

Porto
- Primeira Liga: 2011–12, 2012–13
- Siêu cúp bóng đá Bồ Đào Nha: 2012, 2013

Manchester City
- Premier League: 2017–18[7]

Cá nhân
- O Jogo - Đội hình tiêu biểu của năm: 2013
- UEFA Europa League - Đội hình tiêu biểu mùa giải: 2013–14[8]